# Devante Parker
Devante Parker (Wiesbaden, Alemania, 16 de marzo de 1996) es un futbolista alemán. Juega de delantero y su equipo actual es el SKN St. Pölten de la Bundesliga de Austria.

## Selección
- Ha sido internacional con la Selección Sub-17 en 2 ocasiones.
- Ha sido internacional con la Selección Sub-19 en 6 ocasiones anotando 1 gol.

## Clubes
| Club           | País     | Año           | PJ  | Goles |
| -------------- | -------- | ------------- | --- | ----- |
| Mainz 05       | Alemania | 2012-2017     | 124 | 25    |
| SKN St. Pölten | Austria  | 2017-presente | 6   | 0     |